# 갤럭시 항공 (일본)
갤럭시 항공(영어: Galaxy Airlines, 일본어: ギャラクシーエアラインズ)은 2005년에 설립되어 2008년에 파산된 일본의 화물 항공사로 허브 공항은 도쿄 국제공항으로 본사는 일본 도쿄도 오타구 ARC 빌딩에 위치해 있다.

## 역사
항공사는 2005년 5월 17일에 설립 및 운영을 위한 2006년 2월 일본 국토교통성에 응용 프로그램을 제출했다. 같은 해 9월에 화물 운송 작업을 시작했다. 첫 노선은 도쿄 국제공항을 중심으로 오키나와섬의 나하 공항과 기타큐슈 공항에 취항했다. 같은 해 12월에 에어버스 A300-600F 항공기를 추가로 도입했으며 2007년 4월 3일에 신치토세 공항과 간사이 국제공항에 취항했다.
당시 본사는 도쿄도 지요다구에 위치해 있었다.
2007년 기준으로 갤럭시 항공은 사가와 익스프레스 (90%)와 일본항공 (10%)이 소유하고 있으며 122명의 직원을 두고 있었다.
2008년 10월에 파산과 동시에 기존에 운영했던 항공기는 모두 매각했다.

## 운항 노선
- 2008년 도산전까지 갤럭시 항공의 다음과 같은 노선을 운항하였다.

## 보유 기종
- 2008년 도산전까지 갤럭시 항공은 다음의 기종을 보유하였다.[4]